# Kökény József
Kökény József (Cegléd, 1940. július 30. – Salgótarján, 2014. február 1.) labdarúgó, csatár. A Ferencváros 1964-65-ös VVK győztes csapatának tagja. Lánya, Kökény Beatrix a Ferencváros válogatott kézilabdázója.

## Pályafutása
Bátyjával együtt - aki szintén jobb oldali támadó volt - Cegléden lettek igazolt labdarúgók. Itt 1956-ban mutatkozott be a felnőtt csapatban. Tizennyolc évesen a Bp. Előre játékosa lett. 1961. július 30-án a Népstadionban rendezett FTC-Csepel 1-1-es mérkőzésen mutatkozott be a Ferencvárosban. 1962-63-ban és 1964-ben a bajnokcsapat tagja volt. A Fradiban összesen 79 mérkőzésen szerepelt (41 bajnoki, 34 nemzetközi, 4 hazai díjmérkőzés) és 6 gólt szerzett (1 bajnoki és 5 egyéb). Utolsó mérkőzése a Ferencvárosban 1964. november 18-án a Wiener SC elleni 2-0-s VVK mérkőzés volt, amellyel a csapat tovább jutott a harmadik fordulóba. Tagja volt az 1964-65-ös VVK győztes csapatnak, de az 1965-ös döntő idején már nem a Ferencvárosban szerepelt. 1965-től 1970-ig a Salgótarjáni Bányász játékosa volt. Utolsó két szezonában Nagybátonyon szerepelt.
1972-ben a Salgótarjáni Síküveggyár edzője lett.

## Sikerei, díjai
- Magyar bajnokság
  - bajnok: 1962–63, 1964
  - 3.: 1961–62, 1963-ősz
- Vásárvárosok kupája (VVK)
  - győztes: 1964–65